# Зиландија (Саскачеван)
Зиландија (енгл. Zealandia) је насеље у јужном делу канадске покрајине Саскачеван. Иако има свега 80 становника (по попису из 2011) административно је уређена као варошица, и по том параметру најмања је у целој покрајини. Налази се на око 20 км североисточно од варошице Роузтаун, односно на око 100 км југозападно од највећег града у покрајини Саскатуна. Кроз насеље пролази траса покрајинског магистралног друма 7.

## Историја
Насеље Зиландија је службено основано 1906. као пољопривредна заједница (исте године добило је и властиту пошту и поштански код). Проласком железнице кроз ово насеље 1908. (а која је спајала Саскатун са југозападом) Зиландија је почела интензивније да се развија. У наредне две године у насељу су отворена 4 велика силоса за жито што се позитивно одразило на привредни живот насеља. Већ наредне године Зиландија је бројала 264 житеља што јој је донело административни статус варошице. Међутим уместо напретка, насеље је од тада почело да стагнира у развоју, а интензивна депопулација захватила је варош почетком 21. века тако да је на последњем попису 2011. регистровано свега 80 становника.

## Демографија
Према резултатима пописа становништва из 2011. у варошици је живело свега 80 становника у укупно 56 домаћинстава, што је за 11,1% мање у односу на 80 житеља колико је регистровано 
приликом пописа 2006. године.
| 2011. |
| ----- |
| 80    |